# Біатлон на зимовій Універсіаді 2007
Змагання з біатлону в рамках зимової Універсіади 2007 року проходили в муніципалітеті Чезана на стадіоні Чезана Сан-Сікаріо, що розташовується на відстані 95 км від Турина на висоті 1618—1680 м над рівнем моря. Змагання проходили з 19 по 26 січня. Було разіграно 10 комплектів нагород (по п'ять у чоловіків та жінок) з таких дисциплін: індивідуальна гонка, спринт, гонка переслідування, мас-старт та естафета.

## Розклад змагань
| Дата     | Час   | Гонка                               |
| -------- | ----- | ----------------------------------- |
| 19 січня | 10:00 | Індивідуальна гонка 20 км, чоловіки |
| 19 січня | 13:00 | Індивідуальна гонка 15 км, жінки    |
|          |       |                                     |
|          |       |                                     |
|          |       |                                     |
|          |       |                                     |
|          |       |                                     |
|          |       |                                     |
|          |       |                                     |
|          |       |                                     |

## Результати

### Чоловіки
| Гонка:                                                                           | Золото:                                                                      | Час                                                       | Срібло:                                                    | Час                                                     | Бронза:                                                            | Час                                                     |
| Індивідуальна гонка 20 км Протокол [Архівовано 1 лютого 2016 у Wayback Machine.] | Сергій Новіков Білорусь                                                      | 1:02:41.8 (0+0+0+2)                                       | Сергій Седнєв Україна                                      | +1:15.7 (1+0+2+1)                                       | Роман Прима Україна                                                | +1:39.3 (0+1+0+1)                                       |
| Спринт 10 км Протокол [Архівовано 1 лютого 2016 у Wayback Machine.]              | Андрій Маковєєв Росія                                                        | 27:37.9 (2+0)                                             | Сергій Тарасов Росія                                       | +15.3 (0+1)                                             | Сергій Седнєв Україна                                              | +29.5 (0+1)                                             |
| Переслідування 12,5 км Протокол [Архівовано 1 лютого 2016 у Wayback Machine.]    | Андрій Маковєєв Росія                                                        | 39:26.9 (1+1+1+2)                                         | Ярослав Соукуп Чехія                                       | +32.8 (0+1+0+0)                                         | Сергій Тарасов Росія                                               | +2:10.6 (0+2+2+4)                                       |
| Мас-старт 15 км Протокол [Архівовано 1 лютого 2016 у Wayback Machine.]           | Андрій Маковєєв Росія                                                        | 48:52.8 (2+0+0+1)                                         | Олег Бережний Україна                                      | +37.0 (0+0+1+0)                                         | Сергій Седнєв Україна                                              | +1:07.9 (0+2+2+2)                                       |
| Естафета 4 х 7,5 км Протокол [Архівовано 1 лютого 2016 у Wayback Machine.]       | Білорусь Сергій Новіков Володимир Миклашевський Віталій Перцев Сергій Сімцов | 1:30:51.4 (0+0) (0+3) (0+1) (0+0) (0+0) (0+2) (0+0) (0+1) | Україна Олег Бережний Сергій Седнєв Антон Юнак Роман Прима | +2:03.6 (0+0) (0+0) (0+0) (0+2) (0+0) (0+0) (4+3) (0+1) | Росія Максим Іхсанов Сергій Тарасов Микола Єлисєєв Андрій Маковєєв | +3:41.8 (0+1) (0+1) (1+3) (0+3) (0+0) (0+1) (3+3) (0+3) |

### Жінки
| Гонка:                                                                           | Золото:                                                  | Час                                           | Срібло:                                               | Час                                         | Бронза:                                          | Час                                         |
| Індивідуальна гонка 15 км Протокол [Архівовано 1 лютого 2016 у Wayback Machine.] | Оксана Яковлєва Україна                                  | 1:07:49.9 (1+1+0+0)                           | Надія Скардіно Білорусь                               | +1:13.1 (1+1+0+2)                           | Віта Семеренко Україна                           | +1:18.5 (1+0+0+2)                           |
| Спринт 7,5 км Протокол [Архівовано 1 лютого 2016 у Wayback Machine.]             | Дар'я Домрачева Білорусь                                 | 25:07.7 (0+2)                                 | Валя Семеренко Україна                                | +20.0 (0+2)                                 | Віта Семеренко Україна                           | +24.5 (0+2)                                 |
| Переслідування 10 км Протокол [Архівовано 1 лютого 2016 у Wayback Machine.]      | Віта Семеренко Україна                                   | 38:27.6 (0+0+0+1)                             | Валя Семеренко Україна                                | +0.1 (0+0+0+1)                              | Людмила Калінчик Білорусь                        | +1:13.5 (0+1+1+0)                           |
| Мас-старт 12,5 км Протокол [Архівовано 1 лютого 2016 у Wayback Machine.]         | Надія Скардіно Білорусь                                  | 46:50.7 (0+0+1+0)                             | Надія Частіна Росія                                   | +17.6 (1+0+2+1)                             | Валя Семеренко Україна                           | +40.4 (2+0+1+1)                             |
| Естафета 3 х 6 км Протокол [Архівовано 1 лютого 2016 у Wayback Machine.]         | Білорусь Людмила Калінчик Надія Скардіно Людмила Ананько | 1:06:52.1 (0+0) (0+1) (0+0) (0+0) (0+1) (0+1) | Україна Валя Семеренко Віта Семеренко Оксана Яковлєва | +1:18.9 (0+3) (0+1) (0+0) (0+0) (0+2) (0+2) | Росія Яна Романова Ульяна Денисова Надія Частіна | +2:06.0 (0+1) (0+3) (0+3) (0+3) (0+2) (0+2) |

### Медальний залік
| Місце | Країна   |   |   |   | Всього |
| ----- | -------- | - | - | - | ------ |
| 1     | Білорусь | 5 | 1 | 1 | 7      |
| 2     | Росія    | 3 | 2 | 3 | 8      |
| 3     | Україна  | 2 | 6 | 6 | 14     |
| 3     | Чехія    | 0 | 1 | 0 | 1      |